# بئاتریس فرر-سالات
بئاتریس فرر-سالات سرا دی میگو (به اسپانیایی: Beatriz Ferrer-Salat Serra de Migui) (زادهٔ ۱۱ مارس ۱۹۶۶ میلادی) یک سوارکار زن درساژ اهل کشور اسپانیا است که در رقابتهای بین‌المللی به رقابت می‌پردازد. وی دو مدال نقره و برنز در بازی‌های المپیک تابستانی ۲۰۰۴ به دست آورده‌است. او همچنین در بازی‌های المپیک تابستانی ۱۹۹۶ و بازی‌های المپیک تابستانی ۲۰۰۰ به رقابت پرداخته‌است. او برای نخستین بار در سال ۱۹۹۵ در یک رقابت بین‌المللی شرکت کرد. از آن پس وی در بازی‌های جهانی سوارکاری ۲۰۰۲ و مدال برنز تیمی را به دست آورد. او همچنین در چندین دوره از مسابقات قهرمانی درساژ اروپا شرکت کرده‌است و توانسته تا چندین مدال تیمی و انفرادی نیز در این رقابتها بدست بیاورد. بئاتریس فرره همچنان در اسپانیا در رقابتهای بین‌المللی شرکت می‌کند و همین‌طور سمت رئیس هیئت مدیره باشگاه سوارکاری درساژ اسپانیا را بر عهده دارد.